# Sonorelix melanophylon
Sonorelix melanophylon är en snäckart som först beskrevs av S. S. Berry 1930.  Sonorelix melanophylon ingår i släktet Sonorelix och familjen Helminthoglyptidae. Inga underarter finns listade i Catalogue of Life.